# Agnes von Rheinfelden

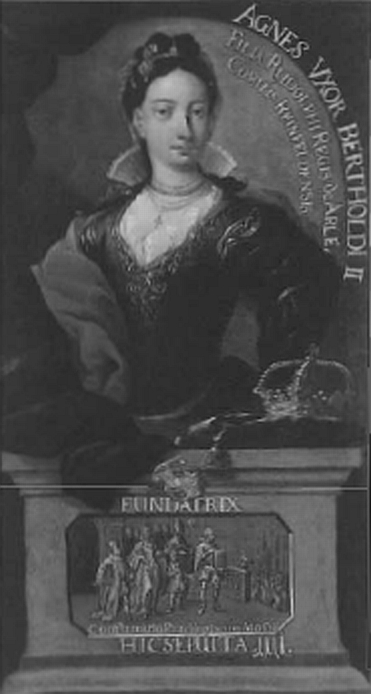
Agnes von Rheinfelden als Gründerin (Fundatrix) des Klosters St. Peter auf dem Schwarzwald, Tafelbild in der Reihe der Klostergründer, 18. Jahrhundert

Agnes von Rheinfelden (* um 1065; † 19. Dezember 1111) war eine Prinzessin, später Herzogin von Zähringen. Sie war Stifterin zur Gründung des Klosters St. Peter auf dem Schwarzwald, der Grablege der Zähringer. Ihre Schwester war die Königin von Ungarn, Adelheid von Schwaben.

## Leben
Agnes von Rheinfelden war die Tochter des Rudolf von Rheinfelden (* um 1025; † 1080; Gegenkönig Heinrichs IV.) und Adelheid von Turin.
Ihre Kindheit verbrachte die katholische Agnes in der heute nicht mehr bestehenden Burg Stein auf einer Rheininsel direkt vor der heutigen Schweizer Stadt Rheinfelden. 1079 wurde Agnes die Ehefrau von Markgraf Berthold II. (* um 1050; † 1111).
Nach dem Tod ihres Vaters im Jahr 1080 und dem frühen Tod dessen einzigen kinderlos gebliebenen Sohnes Berthold von Rheinfelden im Jahr 1090 war sie Alleinerbin der Rheinfelder Besitztümer und in der so genannten Genealogia Zaringorum „Agnes filia regis Rudolfi Arulacensis“ genannt („regierende Tochter“).
Zum Erbe gehörte unter anderem Besitztum in Buchsee im Oberaargau (später von den Zähringern in Herzogenbuchsee umbenannt, das heute zum Kanton Bern zählt). Durch ihre Heirat kamen diese Besitzungen zwar in zähringische Hand, wurden jedoch weiter von Agnes kontrolliert. 1093 (spätestens 1108) schenkte sie die Besitzungen Buchsee „samt allem Zubehör, vor allem den Kirchen von Buchsee, Seeberg und Huttwil, Huttwil selbst und weitere Dörfer“ dem Kloster St. Peter auf dem Schwarzwald, wodurch diese Abtei zum Hauskloster und zur neuen Grablege der Zähringer wurde. Nicht ihr Mann Berthold, sondern Agnes selbst wird in den Klosterannalen um 1200 als dessen Stifterin und Gründerin (fundatrix) bezeichnet. Berthold kam allerdings die Entscheidung zur Verlegung der Zähringer-Grablege von der Propstei am Fuße der Limburg bei Weilheim an der Teck in den Schwarzwald, die Auswahl des genauen Standortes sowie die Ausstattung des Klosters mit Gütern und Privilegien zu. Die Schenkung von Agnes wurde nach Auseinandersetzungen 1109 bestätigt. In St. Peter ist eine bildliche Darstellung des Schenkungsvorganges erhalten.

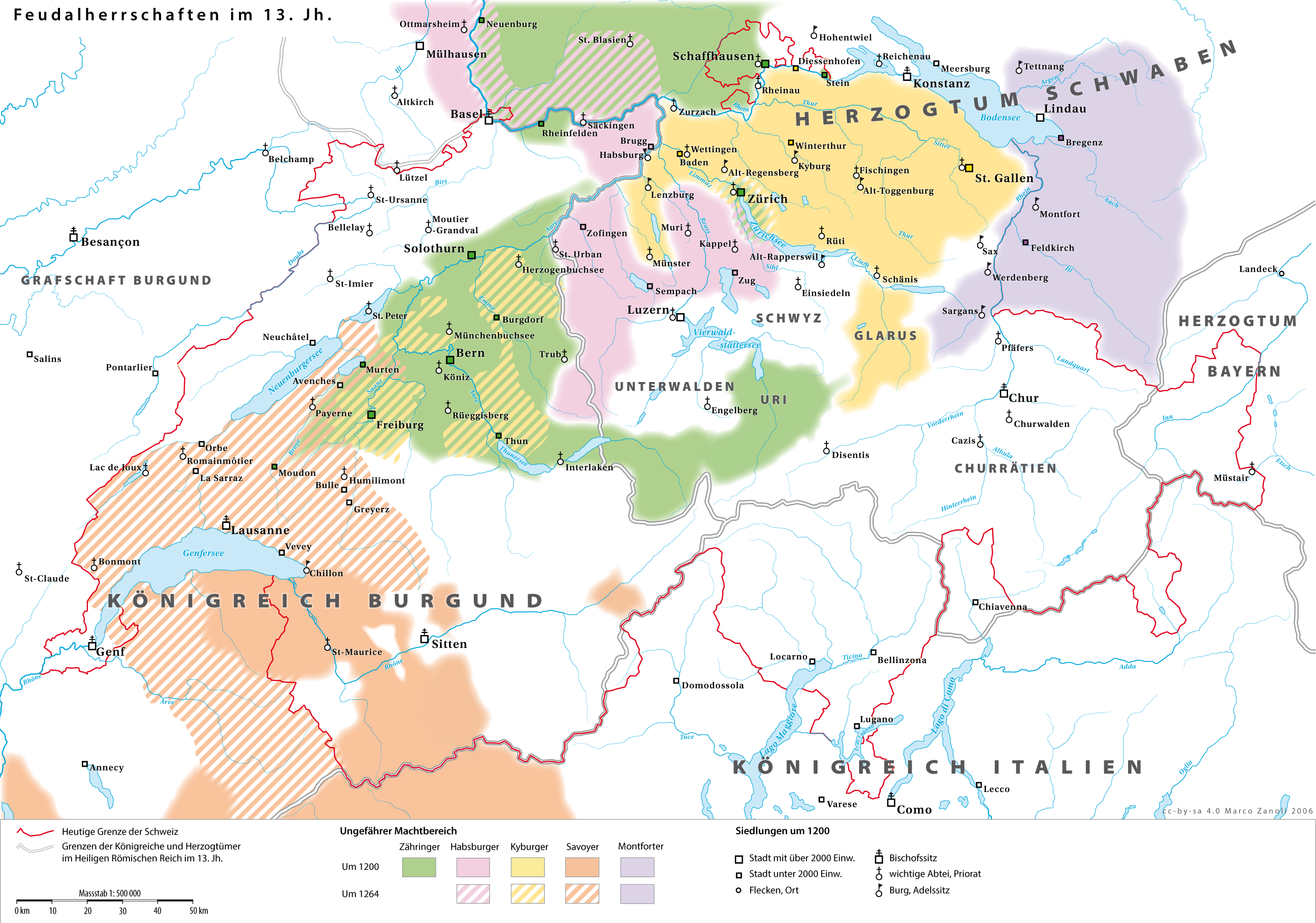
Die Adelsherrschaften in der Schweiz um 1200 – grün der Machtbereich der Zähringer

Die Heirat von Berthold II. von Zähringen mit Agnes von Rheinfelden kann als Schlüssel für den Machtaufstieg der Zähringer bezeichnet werden, denn Berthold erlangte dadurch große Vorteile: Agnes Vater Rudolf von Rheinfelden, zunächst als Herzog von Schwaben loyaler Anhänger seines Schwagers, des Salier-Königs Heinrichs IV., war während der Auseinandersetzungen des Investiturstreits in das Lager der Opposition gewechselt und war am 15. März 1077 in Forchheim zum Gegenkönig gewählt worden. Berthold II. hatte zunächst wie sein Vater Berthold I. Rudolf unterstützt, weshalb sowohl Zähringer als auch Rheinfeldener 1077 vom König ihrer Titel und Besitzungen enthoben worden waren. Als Berthold II. nach dem Tod seines Vaters 1078 dessen Nachfolger wurde, hatte er auf das Herzogtum Schwaben lediglich einen nominellen Anspruch. Durch die Heirat mit Agnes von Rheinfelden konnte er nun jedoch in deren Namen sowohl Ansprüche auf Rudolfs Besitzungen anmelden als auch seinem Anspruch auf das Herzogtum Schwaben mehr Gewicht verleihen und reichsfürstlichen Rang begründen. Die Gründung von Siedlungen und Klöstern im Schwarzwald durch Agnes und Berthold selbst diente ebenfalls dazu, seine Macht erheblich auszubauen (es handelte sich meist um Reformklöster, die kaiserfeindlich eingestellt waren). Mit Unterstützung von Seiten der Welfen und des Papstes gewählt, trat er ab 1092 bis 1098 zunächst als Gegen-Herzog zu Friedrich von Staufen auf und wurde dann 1098 zum Herzog von Zähringen ernannt.
Agnes von Rheinfelden starb wenige Monate nach ihrem Mann, ebenfalls im Jahr 1111. Sie hatte ihm insgesamt mindestens sieben Kinder, davon drei Söhne und vier oder fünf Töchter, geboren. Begraben ist sie wie ihr Mann in dem von ihr gestifteten und zur Zähringer-Grablege gewordenen Kloster St. Peter im Schwarzwald. Mit ihr erlosch das Geschlecht derer von Rheinfelden.
Söhne:
- Berthold (* um 1080)
- Rudolf II. (* um 1082; † 1111), Graf von Rheinfelden
- Berthold III. (* um 1085; † 3. Mai 1122 bei Molsheim), als Nachfolger Konrads I. Herzog von Zähringen
- Konrad I. (* um 1090; † 8. Januar 1152 in Konstanz), Herzog von Zähringen, ab 1127 Rektor von Burgund

Töchter:
- Agnes († nach 8. Januar 1125), heiratete Wilhelm II. Graf von Burgund-Besançon
- Liutgard (* um 1087, früh verstorben)
- Petrissa (* um 1095; † um 1115/vor 1116), heiratete 1111 Friedrich I. von Pfirt
- Liutgard (* um 1098; † 25. März 1131), heiratete vor 1129 Gottfried I. Graf von Calw
- Judith (* um 1100), heiratete Ulrich II. Graf von Gammertingen